# Милан Кременович
Милан Кременович (на сръбски: Милан Кременовић) е сръбски футболист, който играе на поста централен защитник. Състезател на Ядран Декани.

## Кариера
През 2020 г. Кременович подписва с Графичар, след това играе под наем за Мачва, след което преминава във Фрозиноне.

### Хебър
На 30 юни 2022 г. е обявено преминаването му под наем в отбора на Хебър. Дебютира на 20 август при загубата с 4:0 като гост на Левски (София).

## Национална кариера
На 29 март 2019 г. Милан дебютира в официална среща за националния отбор на Сърбия до 17 г. срещу Франция до 17 г., в мач от квалификациите за Европейското първенство по футбол за юноши до 17 г. през 2019 г., спечелен от "петлите" с 1:0.